# 屋島登山口駅
屋島登山口駅（やしまとざんぐちえき）は、かつて香川県高松市屋島中町に存在した屋島登山鉄道（屋島ケーブル）の駅（廃駅）である。
屋島登山鉄道の本社を併設していた。

## 歴史
- 1929年（昭和4年）4月21日 - 当駅 - 屋島南嶺（後の屋島山上）間の開業に伴い、屋島神社前駅（やしまじんじゃまええき）として開設。
- 1944年（昭和19年）2月11日 - 不要不急線として当駅 - 屋島南嶺間が休止。資材を供出。
- 1950年（昭和25年）4月16日 - 当駅 - 屋島山上間が営業再開。屋島登山口駅に改称。
- 2004年（平成16年）10月16日 - 当駅 - 屋島山上間が営業休止。
- 2005年（平成17年）8月31日 - 当駅 - 屋島山上間が廃止により廃駅となる。

## 接続する他の交通機関
- 高松琴平電気鉄道
  - 志度線琴電屋島駅

## 現況

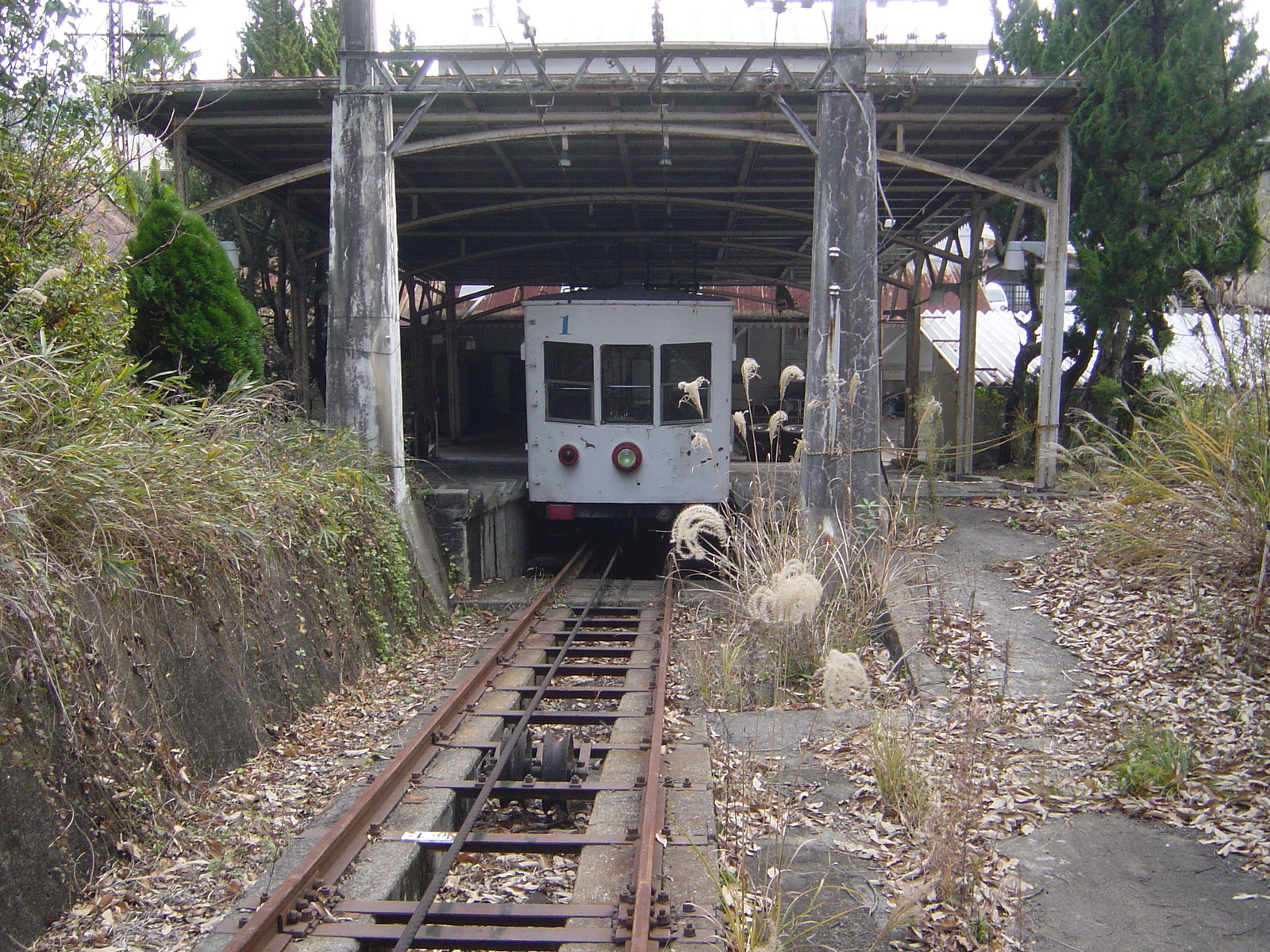
廃止後の様子

廃止後しばらくの間、駅は切符や飲料の自動販売機の撤去が行われた程度でほぼ手を付けられず、1号車「義経号」が留置されていた。
災害時等に滑落する懸念から、2013年1月には、屋島山上駅に留置されていた2号車「辨慶号」が四国森林管理局香川森林管理事務所の手によって当駅まで引き下ろされ、「義経号」とともに留置されている。
駅舎は廃止から約10年はそのまま残っていたが、2014 - 2015年頃に解体され、2016年に地元新馬場自治会の自治会館「新馬場会堂」が落成したが、駅のホームは撤去されず、車両2両が留置された状態で存置している。2015年に、2両の車体の錆び落としとグリーン1色への再塗装が実施されている。

## 隣の駅
屋島登山鉄道
屋島ケーブル
屋島登山口駅 - 屋島山上駅